# UFC Fight Night: Maia vs. Usman
 UFC Fight Night: Maia vs. Usman (conosciuto anche come  UFC Fight Night 129) è stato un evento di arti marziali miste tenuto dalla Ultimate Fighting Championship il 19 maggio 2018 alla Movistar Arena di Santiago del Cile, in Cile. Inoltre questo è il primo evento della UFC che si è tenuto in questa nazione.

## Risultati
|                                   | Divisione             |                   |                 |                   | Metodo                                      | Round           | Tempo           | Premio          |
| Card Principale                   | Card Principale       | Card Principale   | Card Principale | Card Principale   | Card Principale                             | Card Principale | Card Principale | Card Principale |
| --------------------------------- | --------------------- | ----------------- | --------------- | ----------------- | ------------------------------------------- | --------------- | --------------- | --------------- |
|                                   | Pesi welter           | Kamaru Usman      | batte           | Demian Maia       | Decisione unanime (50-45, 49-46, 49-46)     | 5               | 5:00            |                 |
|                                   | Pesi paglia femminili | Tatiana Suarez    | batte           | Alexa Grasso      | Sottomissione (rear-naked choke)            | 1               | 2:44            |                 |
|                                   | Pesi mediomassimi     | Dominick Reyes    | batte           | Jared Cannonier   | KO (pugno)                                  | 1               | 2:55            |                 |
|                                   | Pesi gallo            | Guido Cannetti    | batte           | Diego Rivas       | Decisione unanime (29-28, 29-28, 29-28)     | 3               | 5:00            |                 |
|                                   | Pesi mosca femminili  | Andrea Lee        | batte           | Veronica Macedo   | Decisione unanime (30-27, 30-27, 30-27)     | 3               | 5:00            | FOTN            |
|                                   | Pesi welter           | Vicente Luque     | batte           | Chad Laprise      | KO (pugno)                                  | 1               | 4:16            |                 |
| Card Preliminare (Fox Sports 2)   |                       |                   |                 |                   |                                             |                 |                 |                 |
|                                   | Pesi welter           | Michel Prazeres   | batte           | Zak Cummings      | Decisione non unanime (29-28, 28-29, 29-28) | 3               | 5:00            |                 |
|                                   | Pesi mosca            | Alexandre Pantoja | batte           | Brandon Moreno    | Decisione unanime (30-26, 30-26, 30-27)     | 3               | 5:00            |                 |
|                                   | Pesi paglia femminili | Poliana Botelho   | batte           | Syuri Kondo       | KO tecnico (calcio al corpo e pugni)        | 1               | 0:33            |                 |
|                                   | Pesi piuma            | Gabriel Benítez   | batte           | Humberto Bandenay | KO (slam e pugni)                           | 1               | 0:39            | POTN            |
| Card Preliminare (UFC Fight Pass) |                       |                   |                 |                   |                                             |                 |                 |                 |
|                                   | Pesi piuma            | Enrique Barzola   | batte           | Brandon Davis     | Decisione unanime (30-27, 30-26, 30-26)     | 3               | 5:00            |                 |
|                                   | Pesi gallo            | Frankie Saenz     | batte           | Henry Briones     | Decisione unanime (30-27, 30-27, 30-26)     | 3               | 5:00            |                 |
|                                   | Pesi leggeri          | Claudio Puelles   | batte           | Felipe Silva      | Sottomissione (kneebar)                     | 3               | 2:23            | POTN            |

## Premi
I lottatori premiati ricevettero un bonus di 50.000 dollari.
Legenda:
- FOTN: Fight of the Night (vengono premiati entrambi gli atleti per il miglior incontro dell'evento)
- POTN: Performance of the Night (viene premiato il vincitore per la migliore performance dell'evento)